# Stari Grad
Stari Grad este un oraș în cantonul Split-Dalmația, Croația, având o populație de 2.781 de locuitori (2011).

## Demografie
Componența etnică a orașului Stari Grad
     Croați (95,65%)
     Necunoscut (0,54%)
     Neclasificat (3,06%)
Componența confesională a orașului Stari Grad
     Catolici (88,53%)
     Fără religie și atei (5,75%)
     Agnostici și sceptici (1,15%)
     Necunoscută (2,52%)
     Alte religii (2,05%)
Conform recensământului din 2011, orașul Stari Grad avea 2.781 de locuitori. Din punct de vedere etnic, majoritatea locuitorilor (95,65%) erau croați. Apartenența etnică nu este cunoscută în cazul a 0,54% din locuitori. Din punct de vedere confesional, majoritatea locuitorilor (88,53%) erau catolici, existând și minorități de persoane fără religie și atei (5,75%) și agnostici și sceptici (1,15%). Pentru 2,52% din locuitori nu este cunoscută apartenența confesională.